# Josu Muguruza Guarrotxena
Josu Muguruza Guarrotxena (Bilbao, 1958 - Madrid, 20 de novembre de 1989) va ser un periodista i polític basc, militant d'Herri Batasuna i diputat electe al Congrés dels Diputats espanyol. Va ser assassinat per l'extrema dreta espanyola la vigília de la constitució de la IV legislatura de la cambra.

## Trajectòria

### Orígens
Muguruza va néixer al barri d'Errekalde de Bilbao l'any 1958 i va començar estudis universitaris de pedagogia a la Universitat de Deusto, però els va abandonar per començar els de periodisme a la localitat biscaïna de Leioa. En aquells dies havia après basc i va començar la seva militància política a l'esquerra independentista basca. Va ser militant d'Abertzale Sozialista Komiteak (ASK), moviment socialista autogestionari i assembleari nascut a Biscaia, i va formar part d'altres organitzacions independentistes com Koordinadora Abertzale Sozialista (KAS) i Herri Batasuna (HB).

### Persecució
L'octubre de 1981 la policia va detenir a la seva llavors parella i futura muller, Elena Bartolomé Llamazares, per presumpte vinculació amb l'organització armada Euskadi Ta Askatasuna (ETA), la qual va quedar ràpidament en llibertat i totalment absolta per l'Audiència Nacional espanyola dos anys després. No obstant, davant la ràtzia que va succeir a l'octubre, Muguruza va decidir marxar clandestinament al País Basc francès per a evitar la detenció. Temps després, va poder realitzar una vida pública i normal a l'Estat francès tot i estar en crida i cerca a l'Estat espanyol, ja que a inici de la dècada de 1980 la cooperació judicial i policial entre ambdós Estats era quasi nul·la. La fugida li va impedir finalitzar els estudis de periodisme, que va deixar en cinquè curs, però, no va ser obstacle perquè trobés feina en el camp del periodisme.
Durant els seus sis anys d'estada al País Basc francès va treballar com a professor de basc en una escola de la Alfabetatze eta Euskalduntze Koordinakundea (AEK) de Baiona, a Gure Irratia, emissora local de ràdio, i com a corresponsal del diari Egin per als tres territoris del País Basc francès. L'any 1984, la seva activitat política pública el va portar a organitzar un Comitè de refugiats. D'acord amb alguns autors, es va convertir durant aquells anys en una persona clau dins de la diàspora d'exiliats bascos i va ser un dels impulsors de l'estratègia negociadora que havia de portar a terme ETA amb el Govern espanyol i que es va materialitzar en les Converses d'Alger de 1988. Encara que no era gaire conegut per l'opinió pública, es va convertir en una persona amb pes i influència dins del moviment seccessionista. El 12 de març de 1987 va ser detingut per la policia francesa i extradit a Espanya.

### Tornada a la vida pública
Josu Muguruza va estar pres en diverses presons d'Espanya durant uns mesos fins que va ser posat en llibertat a finals de 1987 a causa de la falta de càrrecs contra ell. Es va establir amb la seva dona a Vitòria-Gasteiz i va recuperar el seu treball de periodista al diari Egin, aquesta vegada com a redactor en cap i encarregat de les cròniques d'anàlisi política, que signava sota el pseudònim d'«Iratzar».
Va ingressar a la direcció de la Koordinadora Abertzale Sozialista (KAS), que integrava a la coalició electoral Herri Batasuna (HB), entre altres organitzacions, i al maig de 1988 va ser escollit membre de la Taula Nacional, òrgan directiu d'HB, com a responsable de formació. Muguruza va ser considerat per a molts analistes i polítics com un dels líders a l'ombra del partit independentista, amb un pes polític real més gran que el de figures més conegudes com a Iñaki Esnaola o Jon Idígoras. El que va ser president del Partit Nacionalista Basc (PNB), Xabier Arzalluz, el va arribar a qualificar com a «general d'Herri Batasuna».

### Elecció com a diputat i assassinat
L'any 1989 va ser triat el tercer de la llista per la circumscripció de Biscaia de la candidatura d'Herri Batasuna al Congrés dels Diputats espanyol. A les eleccions generals espanyoles del 29 d'octubre de 1989, el partit independentista basc va obtenir dos diputats per Biscaia, però la renúncia de l'històric dirigent Tasio Erkizia, número dos de la llista, va deixar a Muguruza com a càrrec electe. Dins d'Herri Batasuna havia guanyat la tesi de participar per primera vegada a les institucions polítiques espanyoles, ja que fins llavors havien concorregut a les eleccions però no havien participat a les sessions de les Corts Generals espanyoles.
La sessió d'investidura al Congrés s'anava a celebrar el dia 21 de novembre i anava a comptar per primera vegada amb participació de polítics d'HB. La nit anterior, els congressistes i senadors electes d'Herri Batasuna, entre els quals, al costat de Josu Muguruza, figuraven Iñigo Iruin i Jose Luis Elkoro, sopaven a l'hotel Alcalá de Madrid i preparaven l'estratègia per a la sessió de l'endemà. Va ser llavors quan van entrar dos pistolers encaputxats en el reservat que ocupaven els dirigents independentistes i van disparar contra el grup, causant la mort a l'acte per ferides de bala de Muguruza i ferides greus a un altre dirigent d'HB, Iñaki Esnaola. Muguruza tenia 31 anys i deixava vídua i una filla en camí. El periodista Pepe Rei, al costat d'Edurne San Martín, explica al llibre Alcalá 20-N els fets esdevinguts i les conclusions realitzades després de les seves investigacions al marge de la sentència judicial.

### Autoria de l'assassinat
L'assassinat es va produir el 20 de novembre, data amb un fort simbolisme per a l'extrema dreta espanyola, ja que aquest dia se celebra l'aniversari de les morts de Francisco Franco i José Antonio Primo de Rivera. Un altre dirigent d'HB, Santiago Brouard, també va ser assassinat un 20-N, cinc anys abans. D'acord amb la reconstrucció del crim, l'objectiu dels assassins era atemptar contra la vida de Jon Idigoras i Iñaki Esnaola, però van fallar en topar les bales amb Muguruza i Esnaola.
L'atemptat va ser reivindicat pels GAL, però el fet que portés dos anys inactiu i el modus operandi de l'assassinat van dirigir les sospites cap a grups d'ultradreta lligats a Bases Autònomes. Dos ultradretans van ser detinguts acusats de ser els autors materials de l'assassinat: Ángel Duce i Ricardo Sáenz de Ynestrillas.
El primer dels dos va ingressar a la presó el 1990 i va ser condemnat l'any 1993 a 99 anys i vuit mesos de presó, mentre que el segon va ser absolt per falta de proves. En tot moment, Duce va rebutjar la seva adscripció a la ultradreta i en una carta adreçada el 1996 al diari El País ironitzava afirmant: «Fixeu-vos si sóc d'extrema dreta que estic mantenint contacte des de fa temps amb l'ex-membre d'ETA Juan Manuel Soares Gamboa per conscienciar els violents que han emprès un camí equivocat». Tot i declarar-se penedit, Duce mai va obtenir el tercer grau a causa de la gravetat dels seus delictes i va morir en un accident de circulació mentre gaudia d'un permís l'any 1997. Per la seva banda, Ricardo Sáenz de Ynestrillas, fill del comandant de l'Exèrcit espanyol assassinat per ETA, Ricardo Sáenz de Ynestrillas Martínez, va adquirir notabilitat i va fundar el partit d'extrema dreta Alianza por la Unidad Nacional (AUN), en un intent d'unificar diverses forces polítiques de caràcter ultraespanyolista.

## Memòria
El 20 de novembre de 2019, els set diputats de la formació EH Bildu, electes per a la catorzena legislatura del Congrés dels Diputats espanyol, recolliren conjuntament llurs actes en aquesta data assenyalada. La seva portaveu, Mertxe Aizpurua, manifestà «hem vingut avui amb el record a totes aquelles víctimes oblidades que no han rebut cap reconeixement per part d'aquesta Cambra. Josu Muguruza és l'únic diputat assassinat quan estava en actiu».

### Impacte a la cultura
- El 17 de novembre de 2014 es va estrenar el documental Zohardia, realitzat per Lander Iruin i Markel Andia, en el qual s'explica la vida de Josu Muguruza.[23]

- El 19 de novembre de 2014 es va presentar a Sant Sebastià el llibre Josu Muguruza. El sueño que no truncaron las balas, escrit per Iñaki Altuna i Mikel Zubimendi.[24]

- El novembre de 2015 EITB va emetre el documental 20-N, el día de la impunidad sobre els assassinats de Santiago Brouard i Josu Muguruza.[25]